# Absolute Power
Absolute Power är också den engelska originaltiteln på filmen Absolut makt med Clint Eastwood.
Absolute Power är en brittisk TV-serie (komedi) producerad av BBC. I huvudrollerna ses bland annat de välkända komikerna Stephen Fry och John Bird.
Charles Prentiss och Martin McCabe är chefer för PR-firman PrentissMcCabe som har en rad anställda. I varje avsnitt får vi följa dessa individers arbete; den ena dagen är sannerligen inte lik den andra. "PR is where the real power lies" säger Charles Prentiss (Stephen Fry) när folk berättar för honom att han skulle kunna ha blivit framgångsrik inom politiken.

## Rollista i urval
- Stephen Fry – Charles Prentiss
- John Bird – Martin McCabe
- James Lance – Jamie Front
- Zoe Telford – Alison Jackman
- Nicholas Burns – Nick Mayer
- Sally Bretton – Cat Durnford
- Geoffrey Palmer – Lord Harcourt

## Avsnitt

### Säsong 1
1. History Man
2. Pope Idol
3. Tory Women
4. Mr Fox
5. Country Life
6. Burn and Crash

### Säsong 2
1. Identity Crisis
2. The Trial
3. Blood Bank
4. The Nation's Favourite
5. Spinning America
6. The House of Lords